# Blackburn Island (New South Wales)
Blackburn Island, auch Goat Island oder Rabbit Island genannt, ist eine unbewohnte Insel des australischen Bundesstaats New South Wales. Sie liegt in der Lagune im Westen der Lord-Howe-Insel.